# Leluthia honshuensis
Leluthia honshuensis är en stekelart som beskrevs av Sergey A. Belokobylskij och Maeto 2006. Leluthia honshuensis ingår i släktet Leluthia och familjen bracksteklar. Inga underarter finns listade i Catalogue of Life.